# Martín Castillo
Pour les articles homonymes, voir Castillo.
Martín Castillo est un boxeur mexicain né le 13 janvier 1977 à Mexico.

## Carrière
Passé professionnel en 1998, il devient champion du monde des poids super-mouches WBA le 3 décembre 2004 en battant aux points le vénézuélien Alexander Muñoz. Castillo conserve sa ceinture aux dépens d'Eric Morel, Hideyasu Ishihara et à nouveau Muñoz puis est battu au 10e round par Nobuo Nashiro le 22 juillet 2006. Il met un terme à sa carrière de boxeur en 2010 après deux autres défaites contre Fernando Montiel (champion WBO de la catégorie) et Jorge Arce sur un bilan de 35 victoires et 4 défaites.